# Klaus Peter Weber

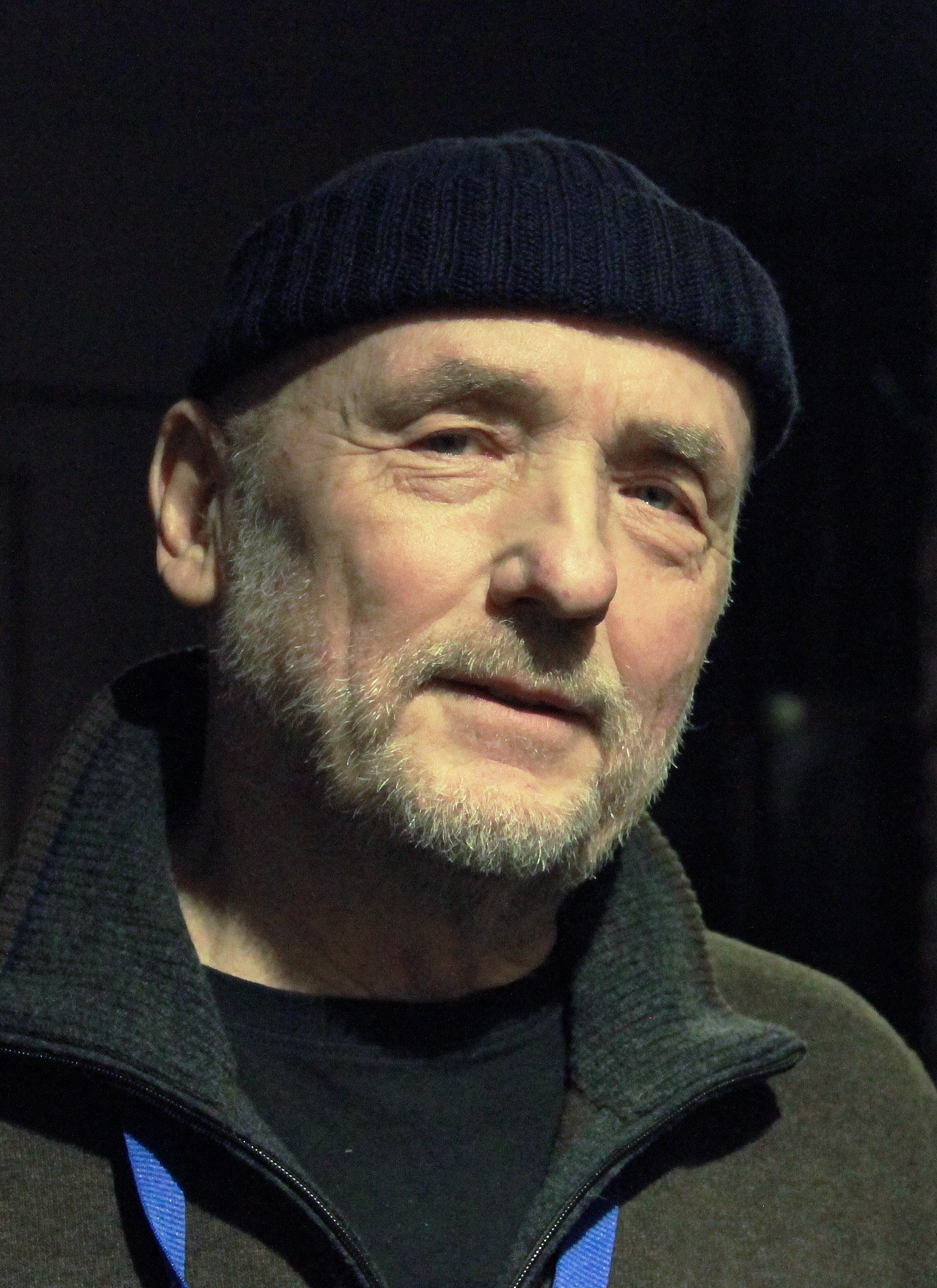
Klaus Peter Weber auf dem Max-Ophüls-Filmfestival 2015

Klaus Peter Weber (auch: „Ka-Pe“ Weber; * 1941 in Berlin, Deutschland) ist ein deutscher Kameramann. Er lebt seit 1945 im Saarland.

## Leben und Schaffen
Klaus Peter Weber ist ausgebildeter Fernmeldetechniker. Seine Leidenschaft galt aber schon in jungen Jahren dem Film und speziell der Arbeit mit der Kamera. Er sagte dazu in einem Interview: „Schon als Kind stand nach meinem ersten Kinobesuch fest, dass ich in diesem Metier meinen Traumberuf finden würde. Ich jobbte als Filmvorführer, um mir meine erste Acht-Millimeter-Filmkamera zu finanzieren.“
Nachdem er als Videoassistent und ab 1966 als Kameraassistent gearbeitet hatte, drehte Klaus Peter Weber ab 1972 über zwei Jahrzehnte als Kameramann des Saarländischen Rundfunks über 150 Dokumentarfilme und -beiträge. Mit „kleiner Ausrüstung schnell und trotzdem sensibel in die Intimsphäre der Protagonisten einzudringen“ war nach seiner Auskunft eine gute Übung für das spätere szenische Arbeiten. Im Jahre 1985 kam die erste Arbeit als Kino-Kameramann. 
Klaus Peter Weber arbeitete 1972/1973 zweimal mit Rainer Werner Fassbinder zusammen. Lange erfolgreiche Zusammenarbeit verbindet ihn mit dem Tatort-Regisseur Hans-Christoph Blumenberg, mit dem er unter anderem auch Planet der Kannibalen drehte, dessen Kameraarbeit mit wirkungsvoller Film-noir-Stimmung überzeugte. Weber war jahrelang der Kameramann der Tatorte mit dem Kommissar Max Palu des Saarländischen Rundfunks (SR). Beim Tatort Strafstoß führte er 1999 auch selbst Regie. Zusammen mit dem luxemburgischen Regisseur Andy Bausch legte er mit dem Luxemburger Kinoerfolg Troublemaker (1988) den Grundstein für eine weitere lange erfolgreiche Kollaboration. Ihr gemeinsames Filmschaffen war mitprägend für das damals junge Luxemburger Filmschaffen. Für seine Verdienste bekam Weber 2004 den Ritterorden des Großherzogtums verliehen und kann sich nun „Chevalier du l‘ordre du Mérite“ nennen. 
Neben der langen Zusammenarbeit mit obengenannten Regisseuren arbeitete Weber auch mit den Filmschaffenden und Autoren Richard Blank, Frank Strecker, Hans Emmerling, Wolfgang Limmer, Wolf Donner, István Bury, Norbert Beilharz, Jörg Bundschuh, Evelyn Schels, Michael Mrakitsch, Georg Stefan Troller, Peter Brugger, Stefan Fischer.
Weber unterrichtet seit 2007 an der Fakultät „Digitale Medien“ der Hochschule Furtwangen Professionelle Kameraführung und Lichtdramaturgie.

## Filmographie (Auswahl)
- 1982: Euch darf ich’s wohl gestehen (Fernsehfilm)
- 1983: Das, was ich vielleicht am besten kann (Kurzfilm)
- 1984: Tatort: Geburtstagsgrüße
- 1984: Hunderennen
- 1988: Troublemaker
- 1989: A Wopbopaloobop A Lopbamboom
- 1989: Tatort: Herzversagen
- 1991: Ex und hopp – Ein böses Spiel um Liebe, Geld und Bier (Fernsehfilm)
- 1991: Einer für alle (Fernsehfilm)
- 1992: Tatort: Camerone
- 1992: Wenn ich sonntags in mein Kino geh’ (Dokumentarfilm)
- 1993: Tatort: Kesseltreiben
- 1993: Three Shake-A-Leg steps to heaven
- 1994: Rotwang muß weg!
- 1994: Die Gerichtsreporterin (Fernsehserie, 13 Episoden)
- 1995: Tatort: Eine todsichere Falle
- 1995: Beim nächsten Kuß knall’ ich ihn nieder
- 1996: Letters Unsent (Kurzfilm)
- 1996: Tatort: Der Entscheider
- 1997: Die Rättin (Fernsehfilm)
- 1998: Kalte Dusche (Kurzfilm)
- 1998: Tatort: Allein in der Falle
- 1999: Tatort: Strafstoß (Regie)
- 2000: Tatort: Die Möwe
- 2001: Planet der Kannibalen
- 2001: Tatort: Du hast keine Chance
- 2001: Tatort: Zielscheibe
- 2002: Tatort: Reise ins Nichts
- 2003: Tatort: Veras Waffen
- 2004: La Revanche
- 2004: Europäische Visionen (Visions of Europe) (Segment The Language School)
- 2004: Tatort: Teufel im Leib
- 2005: Tatort: Rache-Engel
- 2007: Rendez-vous fatal (Kurzfilm)
- 2008: Warten auf Angelina
- 2009: Chambre 18 (Kurzfilm)

## Auszeichnungen und Ehrungen
- 2004 Ritterorden vom Großherzogtum Luxemburg („Chevalier du l‘ordre du Mérite“) wegen seiner Verdienste um den Luxemburger Film
- 2005 Franz-Hofer-Preis / Ehrenpreis des Filmhauses[2]

Filme, bei denen Klaus Peter Weber die Kamera führte, gewannen folgende Filmpreise: 
- Max-Ophüls-Filmpreis (1984/1987)
- Grimme-Preis (1975)
- Internationales Filmfestival Mannheim-Heidelberg (1983)
- Internationalen Filmfestival der UdSSR (1988)
- Festival Internacional de Cine de San Sebastián (1989)
- Telestar (1991)
- Festival de Télévision de Monte-Carlo (1991)